# 中華民國外交部
外交部是中華民國有關外交事務的最高主管機關，其依《中華民國憲法》第141條之規定，以捍衛中華民國主權及維護國家利益，致力推動繁榮臺灣之外交政策以及強化國際地位之對外關係，作為基本政策方針，並管轄中華民國各駐外單位。
由於多數國家依循「一個中國」政策，不同時與兩岸政權建立外交關係，導致中華民國僅與世界少部分國家建立邦交及設置正式駐外單位。作為權宜對應，外交部在美國、日本、歐洲聯盟等非邦交國家及國際組織派駐準官方代表機構。

## 沿革
- 1861年3月11日，清朝於自強運動中掌理最高外交事務的官方機構「總理各國事務衙門」成立，是為中國外交現代化之開端。此日也是外交部之部慶日[1][2][3]。
- 1901年，清末新政開始，將總理各國事務衙門改組為「外務部」。
- 1912年1月，中華民國成立後，將原清朝外務部改組成立「外交部」於南京市，理藩部因各族平等原則而裁撤。
- 1928年10月改为“五院制”，外交部隶属行政院，外交部设有部长一人，政务和常务次长各一人。内设机构有亚东司、亚西司、欧洲司、美洲司、条约司、礼宾司、情报司、总务司，以及秘书处、参事厅、机要室、人事处、会计室等机构，并辖有专员公署、驻各地特派员办事处等。
- 1935年6月，由上海市華蓋建築師事務所設計興建三層鋼筋混凝土建築，作為外交部部址。
- 中國抗日戰爭時期，外交部隨中央政府遷至重慶市（今重慶人民公園）內辦公[4]。南京外交部原址則被侵華日軍當作中國派遣軍總司令部。
- 1961年，成立「先鋒案執行小組」專責派遣農耕隊前往非洲邦交國，1962年擴編為「中非技術合作委員會」。
- 1969年，成立「外交部外交領事人員訓練所」（外交及國際事務學院前身）。
- 1972年，「中非技術合作委員會」與「外交部海外技術合作委員會」合併為「海外技術合作委員會」。
- 1972年12月2日，行政院成立亞東關係協會負責與日本關係事務。
- 1979年3月1日，行政院成立北美事務協調委員會負責與美國關係事務。
- 1989年，成立「海外經濟合作發展基金管理委員會」。
- 1992年，原領事事務司擴編為「領事事務局」。
- 1993年，依據《政風機構人員設置條例》（2012年2月3日修正公布時改名《政風機構人員設置管理條例》）設立政風處，並於同年設立「國會聯絡組」以加強與立法院聯繫之工作。
- 1996年7月1日，「海外技術合作委員會」與「海外經濟合作發展基金管理委員會」合併改組為「國際合作發展基金會」。
- 2000年，設立「非政府組織國際事務委員會」，以協助國內非政府組織積極參與國際活動，為國內非政府組織從事涉外事務及活動之重要管道。
- 2005年10月18日，設立直屬外交部部長的一級單位「日本事務會」（任務編組），外交部部長陳唐山擔任首任召集人，亞東關係協會秘書長羅坤燦擔任首任執行長；但其並非《外交部組織法》法定單位[5]，且其職責與亞東太平洋司及亞東關係協會重疊，至2008年裁撤。
- 2011年11月14日，修訂《外交部組織法》和所屬機關組織法。
- 2012年5月20日，行政院新聞局裁撤後，外交部承接其國際新聞業務。9月1日，依新版的《駐外機構組織通則》開始將駐外人員之行政職稱統一以正式官銜訂定，駐外機構（大使館與代表處）之館長均稱大使，解決原先大使館、總領事館、代表處、辦事處人員職稱複雜、容易混淆的問題[6][7]。9月3日，外交部相關部門組織調整，並整併其他區域及業務部門；北美事務協調委員會與亞東關係協會改隸外交部。
- 2017年5月27日，亞東關係協會更名為臺灣日本關係協會。
- 2019年5月25日，北美事務協調委員會更名為臺灣美國事務委員會。

## 辦公廳舍

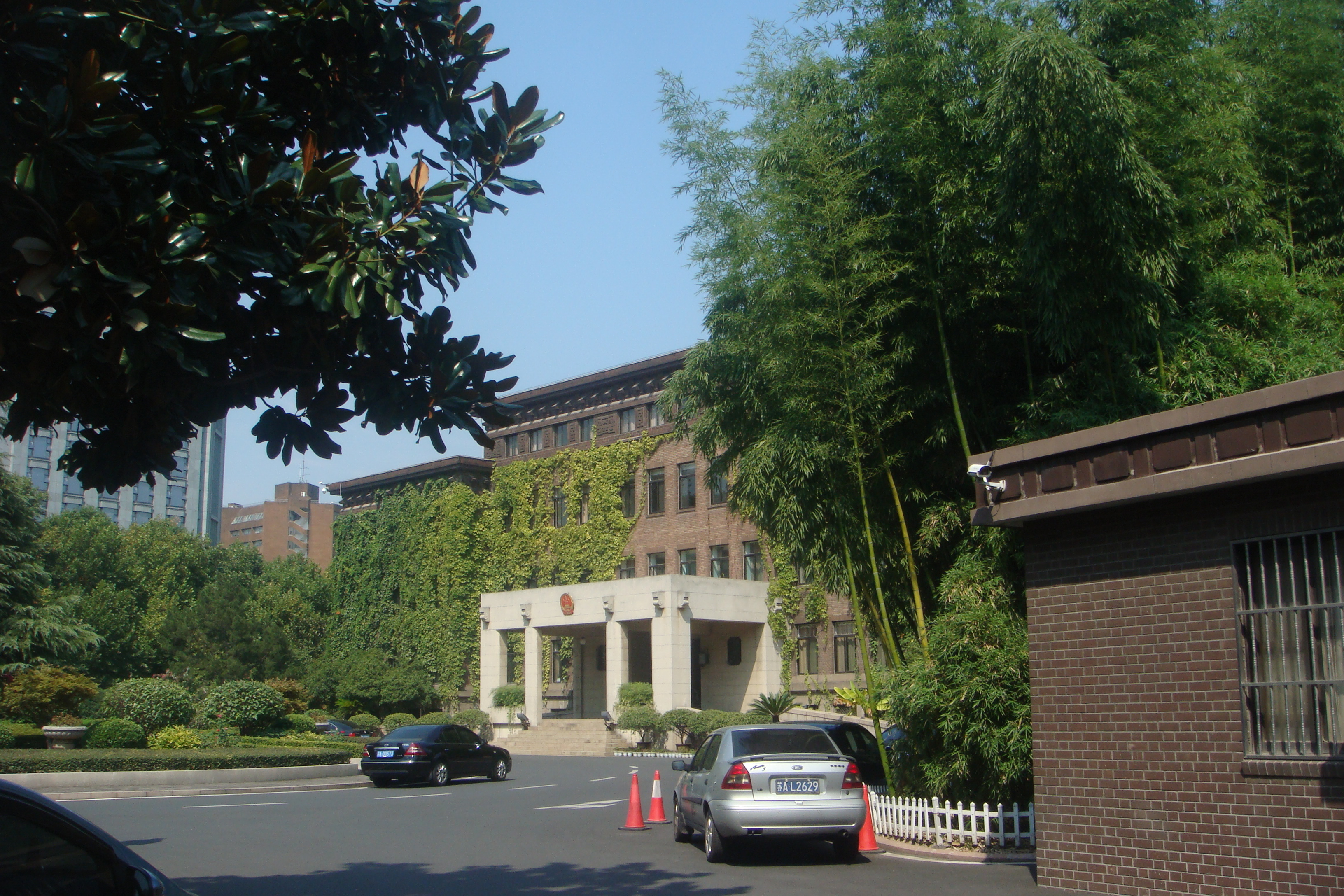
南京国民政府外交部旧址，现为江苏省人民代表大会常务委员会机关所在地

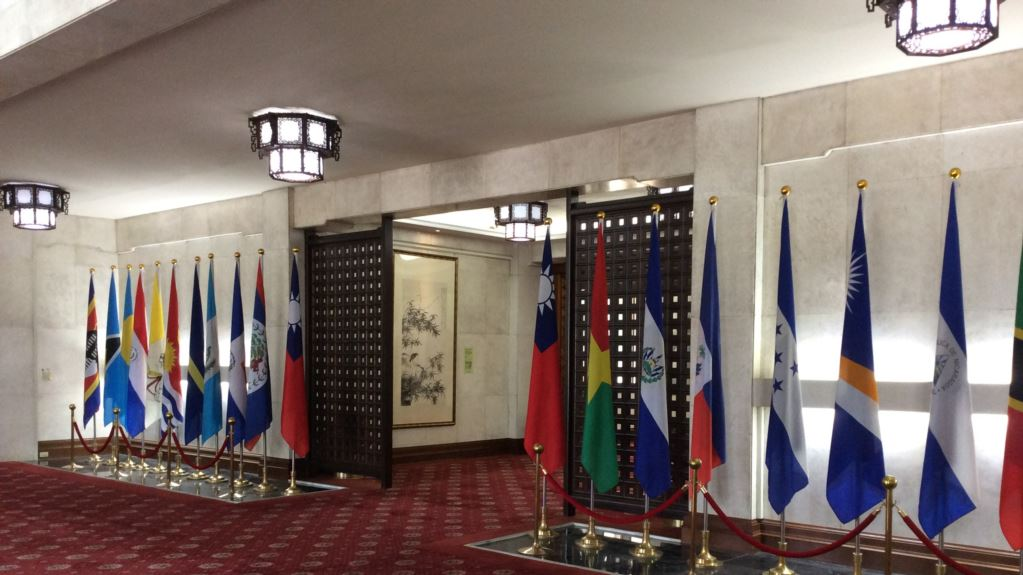
外交部大厅

外交部本部位於臺北市中正區凱達格蘭大道2號，座落於博愛特區，鄰近總統府、臺北賓館、國家圖書館、中正紀念堂、國立臺灣大學醫學院附設醫院和二二八和平紀念公園，為建築大師王大閎設計，落成於1972年。
外交部國際傳播司位於臺北市中正區愛國西路2號的舊財政大樓。為一般民眾辦理護照、簽證、文件證明及急難救助業務的外交部領事事務局位於臺北市中正區濟南路一段2之2號的中央聯合辦公大樓北棟。外交部外交及國際事務學院則位處臺北市大安區敦化南路一段280號，近仁愛圓環，為「菲律賓共和國駐華大使館」原址。
臺灣美國事務委員會位於臺北市中正區博愛路133號，近捷運小南門站，臺灣日本關係協會則於臺北市中正區羅斯福路一段7號的裕民大廈辦公，近捷運中正紀念堂站。
外交部舊址位於中國大陸江蘇省南京市，現為江蘇省人民代表大會常務委員會等單位所在地。

## 組織編制

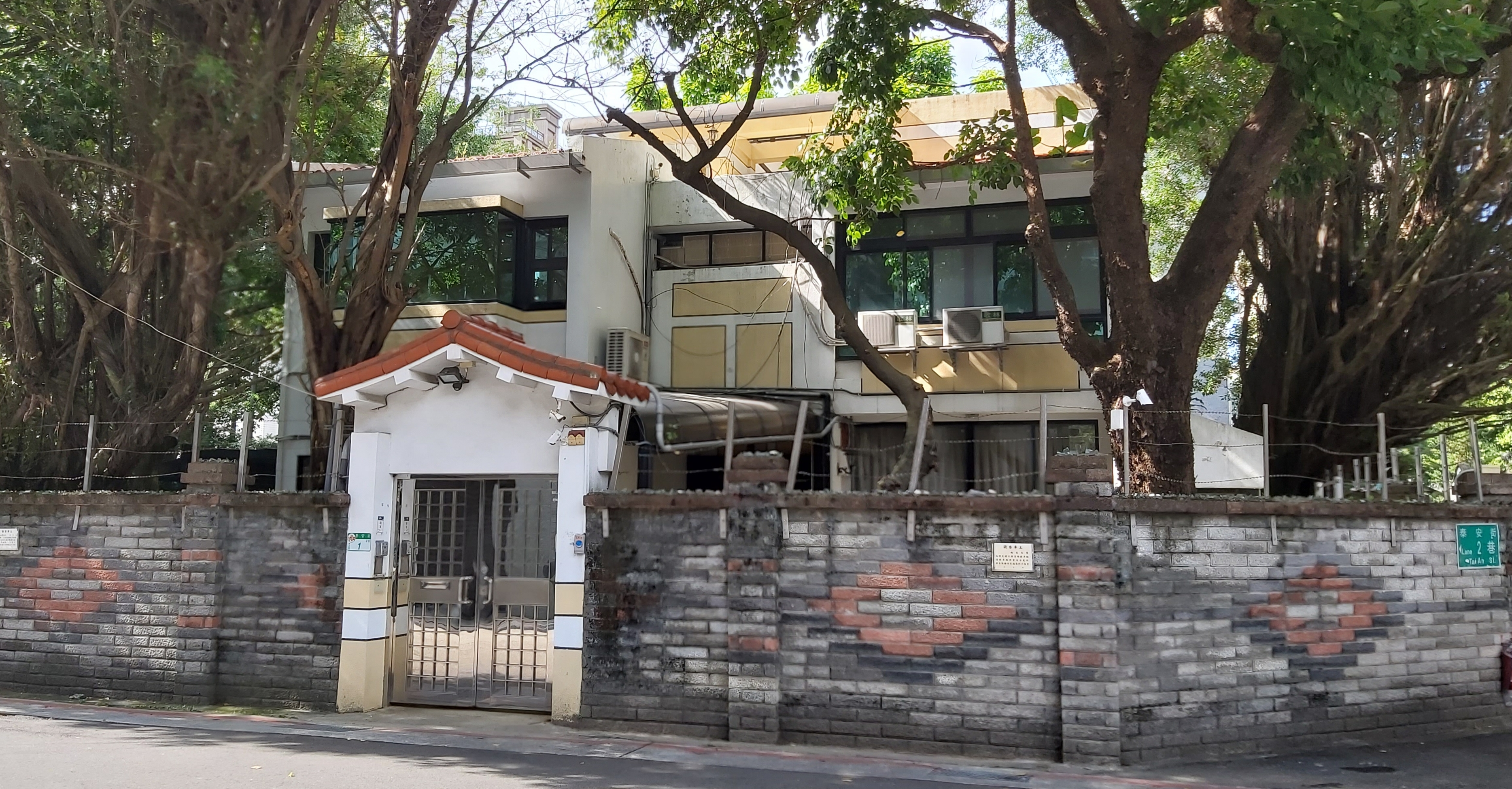
臺北市中正區泰安街2巷1號的外交部部長官邸，緊鄰李國鼎故居

外交部內部單位組織依據行政機關單位編制可分為業務單位、事務單位、輔助單位、附屬單位（附屬機關），其中業務單位多以地理區域編列，亦稱地域司。地域司負責掌理關於該區域國家之政治、通商、經濟財政及文化、軍事外交、本國僑民及關於轄區區域性組織等事項；事務司則負責部內行政及其他相關事務；另外還設有中部、南部、東部及雲嘉南四個區域辦事處及其他特別單位。
- 外交部部長
  - 外交部次長（政務次長兩名、常務次長一名）
    - 主任秘書（一名，職等同參事及司處長）
    - 參事（四至八名，職等同主秘及司處長）

### 內部單位
| 業務單位 - 國際傳播司 - 國際組織司 - 國際合作及經濟事務司 - 條約法律司 - 亞東太平洋司 - 亞西及非洲司 - 歐洲司 - 北美司 - 拉丁美洲及加勒比海司 - 研究設計會 | 輔助單位 - 秘書處 - 禮賓處 - 人事處 - 主計處 - 政風處 - 資訊及電務處 | 常設性任務編組 - 公眾外交協調會 - 非政府組織國際事務會 - 國會事務辦公室 臨時性任務編組 - 機要事務辦公室 - 檔案審查小組 - 中部辦事處 - 南部辦事處 - 東部辦事處 - 雲嘉南辦事處 |

### 附屬機關（構）
- 外交部領事事務局（三級機關）
- 外交部外交及國際事務學院（三級機構）
- 臺灣美國事務委員會（對美外交機構，行政委託單位）
- 臺灣日本關係協會（對日外交機構，行政委託單位）

### 駐外機構
- 12個大使館
- 1個總領事館（駐東方市總領事館）
- 59個駐外國代表處
- 1個駐國際組織代表處（駐欧洲联盟兼駐比利时）
- 1個駐國際組織代表團（駐世界貿易組織）
- 38個駐外國城市辦事處

### 其他組織[8]
- 國際合作發展基金會（公設財團法人）
- 臺灣民主基金會（公設財團法人）

## 歷任首長
| 任次                       | 姓名                       | 政黨                       | 上任日期                   | 離任日期                   | 備註                       |
| 南京臨時政府外交部外交總長 | 南京臨時政府外交部外交總長 | 南京臨時政府外交部外交總長 | 南京臨時政府外交部外交總長 | 南京臨時政府外交部外交總長 | 南京臨時政府外交部外交總長 |
| -------------------------- | -------------------------- | -------------------------- | -------------------------- | -------------------------- | -------------------------- |
|                            | 王寵惠 (1881–1958)         |                            | 1912年1月3日               | 1912年3月10日              |                            |
| 北洋政府外交部外交總長     |                            |                            |                            |                            |                            |
|                            | 陸徵祥 (1871–1949)         |                            | 1912年3月30日              | 1912年9月22日              |                            |
| 署理                       | 胡惟德 (1863–1933)         |                            | 1912年3月30日              | 1912年6月10日              |                            |
|                            | 梁如浩 (1863–1941)         |                            | 1912年9月16日              | 1912年11月15日             |                            |
|                            | 陸徵祥                     |                            | 1912年11月15日             | 1913年9月4日               |                            |
| 代理                       | 曹汝霖 (1877–1966)         |                            | 1913年9月4日               | 1913年9月11日              |                            |
|                            | 孫寶琦 (1867–1931)         |                            | 1913年9月11日              | 1915年1月27日              |                            |
|                            | 陸徵祥                     |                            | 1915年1月27日              | 1916年5月17日              |                            |
| 署理                       | 曹汝霖                     |                            | 1916年5月17日              | 1916年6月30日              |                            |
| 未就任                     | 唐绍仪 (1862–1938)         |                            | 1916年6月30日              | 1916年9月29日              |                            |
| 代理                       | 陈锦涛 (1871–1939)         |                            | 1916年6月30日              | 1916年12月24日             |                            |
| 代理                       | 夏詒霆 (1878–1944)         |                            | 1916年10月24日             | 1916年11月13日             |                            |
|                            | 伍廷芳 (1842–1922)         |                            | 1916年11月13日             | 1917年7月9日               |                            |
|                            | 汪大燮 (1859–1929)         |                            | 1917年7月15日              | 1917年11月30日             |                            |
| 未就任                     | 陸徵祥                     |                            | 1917年12月1日              | 1920年2月13日              |                            |
| 署理                       | 陳籙 (1877–1939)           |                            | 1919年1月11日              | 1920年2月13日              |                            |
| 署理                       | 颜惠庆 (1877–1950)         |                            | 1920年8月11日              | 1921年5月14日              |                            |
|                            | 颜惠庆 (1877–1950)         |                            | 1921年5月14日              | 1922年8月5日               |                            |
| 署理                       | 顾维钧 (1888–1985)         |                            | 1922年8月5日               | 1922年11月29日             |                            |
| 署理                       | 王正廷 (1882–1961)         |                            | 1922年11月29日             | 1923年1月4日               |                            |
| 署理                       | 施肇基 (1877–1958)         |                            | 1923年1月4日               | 1923年2月3日               |                            |
| 署理                       | 黄郛 (1880–1936)           |                            | 1923年2月3日               | 1923年4月9日               |                            |
| 署理                       | 顧維鈞                     |                            | 1923年4月9日               | 1924年6月14日              |                            |
| 署理                       | 沈瑞麟 (1874–1945)         |                            | 1923年6月14日              | 1924年7月23日              |                            |
|                            | 顧維鈞                     |                            | 1924年1月12日              | 1924年10月31日             |                            |
|                            | 王正廷                     |                            | 1924年10月31日             | 1924年11月24日             |                            |
| 未就任                     | 唐紹儀                     |                            | 1924年11月24日             | 1925年2月21日              |                            |
| 署理                       | 沈瑞麟                     |                            | 1924年11月24日             | 1925年2月21日              |                            |
|                            | 沈瑞麟                     |                            | 1925年2月21日              | 1925年12月31日             |                            |
|                            | 王正廷                     |                            | 1925年12月31日             | 1926年3月4日               |                            |
| 未就任                     | 顏惠慶                     |                            | 1926年3月4日               | 1926年3月25日              |                            |
| 署理                       | 顏惠慶                     |                            | 1926年3月9日               | 1926年3月25日              |                            |
|                            | 胡惟德                     |                            | 1926年3月25日              | 1926年5月13日              |                            |
| 未就任                     | 施肇基                     |                            | 1926年5月13日              | 1926年6月22日              |                            |
| 署理                       | 顏惠慶                     |                            | 1926年5月13日              | 1926年6月22日              |                            |
| 署理                       | 蔡廷幹 (1861–1935)         |                            | 1926年7月6日               | 1926年10月1日              |                            |
| 署理                       | 顧維鈞                     |                            | 1926年10月1日              | 1927年1月12日              |                            |
|                            | 顧維鈞                     |                            | 1927年1月12日              | 1927年6月16日              |                            |
| 代理                       | 王荫泰 (1886–1961)         |                            | 1927年6月16日              | 1927年6月20日              |                            |
|                            | 王荫泰 (1886–1961)         |                            | 1926年6月20日              | 1928年2月25日              |                            |
|                            | 羅文榦 (1888–1941)         |                            | 1928年2月25日              | 1928年6月3日               |                            |
| 國民政府外交部部長         |                            |                            |                            |                            |                            |
|                            | 胡漢民 (1879–1936)         |                            | 1925年7月1日               | 1927年5月11日              |                            |
| 代理                       | 陈友仁 (1878–1944)         |                            | 1926年5月21日              | 1927年5月11日              |                            |
| 代理                       | 高承元                     |                            | 1926年11月29日             |                            |                            |
|                            | 伍朝樞 (1857–1934)         |                            | 1927年5月11日              | 1928年                     |                            |
|                            | 黃郛                       |                            | 1928年2月10日              | 1928年6月8日               |                            |
|                            | 王正廷                     |                            | 1928年6月8日               | 1931年10月3日              |                            |
|                            | 施肇基                     |                            | 1931年10月3日              | 1931年12月30日             |                            |
|                            | 陳友仁                     |                            | 1931年12月30日             | 1932年1月29日              |                            |
|                            | 羅文榦                     |                            | 1932年1月29日              | 1933年8月17日              |                            |
|                            | 汪精卫 (1883–1944)         |                            | 1933年8月17日              | 1935年12月12日             |                            |
|                            | 張羣 (1889–1990)           |                            | 1935年12月12日             | 1937年3月4日               |                            |
|                            | 王寵惠                     |                            | 1937年3月4日               | 1941年4月10日              |                            |
|                            | 郭泰祺 (1888–1952)         |                            | 1941年4月10日              | 1941年12月27日             |                            |
|                            | 蔣中正 (1887–1975)         |                            | 1941年12月27日             | 1942年10月30日             |                            |
|                            | 宋子文 (1894–1971)         |                            | 1942年10月30日             | 1945年7月30日              |                            |
|                            | 王世 (1891–1981)           |                            | 1945年7月30日              | 1948年5月31日              |                            |
| 行憲後外交部部長           |                            |                            |                            |                            |                            |
|                            | 王世                       | 中國國民黨                 | 1948年6月1日               | 1948年12月27日             |                            |
|                            | 吴铁城 (1888–1953)         | 中國國民黨                 | 1948年12月27日             | 1949年3月21日              |                            |
|                            | 傅秉常 (1896–1965)         | 中國國民黨                 | 1949年3月21日              | 1949年5月28日              |                            |
|                            | 胡適 (1891–1962)           | 中國國民黨                 | 1949年6月12日              | 1949年10月1日              | 未就任                     |
| 代理                       | 葉公超 (1904–1981)         | 中國國民黨                 | 1949年4月5日               | 1949年10月1日              | 政務次長代理               |
|                            | 葉公超 (1904–1981)         | 中國國民黨                 | 1949年10月1日              | 1958年7月19日              |                            |
|                            | 黃少谷 (1901–1996)         | 中國國民黨                 | 1958年7月19日              | 1960年6月13日              |                            |
|                            | 沈昌煥 (1913–1998)         | 中國國民黨                 | 1960年6月13日              | 1966年6月1日               |                            |
|                            | 魏道明 (1899–1978)         | 中國國民黨                 | 1966年6月1日               | 1971年3月31日              |                            |
|                            | 周书楷 (1913–1992)         | 中國國民黨                 | 1971年3月31日              | 1972年6月1日               |                            |
|                            | 沈昌煥                     | 中國國民黨                 | 1972年6月1日               | 1978年12月21日             |                            |
| 兼理                       | 孫運璿 (1913–2006)         | 中國國民黨                 | 1978年12月16日             | 1978年12月21日             | 行政院長兼理外交部長       |
|                            | 蔣彥士 (1915–1998)         | 中國國民黨                 | 1978年12月21日             | 1979年12月18日             |                            |
|                            | 朱抚松 (1915–2008)         | 中國國民黨                 | 1979年12月19日             | 1987年4月21日              |                            |
|                            | 丁懋時 (1925–)             | 中國國民黨                 | 1987年4月22日              | 1988年7月19日              |                            |
|                            | 連戰 (1936–)               | 中國國民黨                 | 1988年7月20日              | 1990年5月31日              |                            |
|                            | 錢復 (1935–)               | 中國國民黨                 | 1990年6月1日               | 1996年6月10日              |                            |
|                            | 蔣孝嚴 (1942–)             | 中國國民黨                 | 1996年6月10日              | 1997年10月19日             |                            |
|                            | 胡志強 (1948–)             | 中國國民黨                 | 1997年10月20日             | 1999年11月29日             |                            |
|                            | 程建人 (1939–)             | 中國國民黨                 | 1999年11月30日             | 2000年5月19日              |                            |
|                            | 田弘茂 (1938–)             | 無黨籍                     | 2000年5月20日              | 2002年1月31日              |                            |
|                            | 簡又新 (1946–)             | 無黨籍                     | 2002年2月1日               | 2004年4月15日              |                            |
|                            | 陳唐山 (1935–)             | 民主進步黨                 | 2004年4月16日              | 2006年1月24日              |                            |
|                            | 黃志芳 (1958–)             | 無黨籍                     | 2006年1月25日              | 2008年5月5日               |                            |
| 代理                       | 楊子葆 (1963–)             | 民主進步黨                 | 2008年5月6日               | 2008年5月19日              | 政務次長代理               |
|                            | 歐鴻鍊 (1940–2021)         | 中國國民黨                 | 2008年5月20日              | 2009年9月9日               |                            |
|                            | 楊進添 (1942–)             | 中國國民黨                 | 2009年9月10日              | 2012年9月26日              |                            |
|                            | 林永樂 (1950–)             | 無黨籍                     | 2012年9月27日              | 2016年5月19日              |                            |
|                            | 李大維 (1949–)             | 中國國民黨                 | 2016年5月20日              | 2018年2月26日              | 黨籍停權                   |
|                            | 吳釗燮 (1954–)             | 民主進步黨                 | 2018年2月26日              | 2024年5月20日              |                            |
|                            | 林佳龍 (1964–)             | 民主進步黨                 | 2024年5月20日              | 現任                       |                            |

## 現任首長與主管
| 中文姓名                   | 英文姓名                 | 就任時間       | 備註                       |
| 部長                       | 部長                     | 部長           | 部長                       |
| -------------------------- | ------------------------ | -------------- | -------------------------- |
| 林佳龍                     | Lin Chia-Lung            | 2024年5月20日  |                            |
| 政務次長                   |                          |                |                            |
| 吳志中                     | François Chihchung WU    | 2024年8月18日  | 兼任外交及國際事務學院院長 |
| 陳明祺                     | Chen Min-chi             | 2025年2月20日  |                            |
| 常務次長                   |                          |                |                            |
| 葛葆萱                     | Baushuan Ger             | 2025年8月2日   |                            |
| 主任秘書                   |                          |                |                            |
| 甄國清                     | Daniel Kuo-ching Chen    | 2025年7月23日  | 機要事務辦公室主任秘書     |
| 亞東太平洋司司長           |                          |                |                            |
| 林昭宏                     | Michael Chau-Horng Lin   | 2025年7月      |                            |
| 亞西及非洲司司長           |                          |                |                            |
| 顏嘉良                     | Chia-Liang Yen           | 2025年7月      |                            |
| 歐洲司司長                 |                          |                |                            |
| 黃鈞耀                     | Eric Jiun-Yaw Huang      | 2024年1月10日  |                            |
| 北美司司長                 |                          |                |                            |
| 王良玉                     | Liang-Yu Wang            | 2023年8月1日   |                            |
| 拉丁美洲及加勒比海司司長   |                          |                |                            |
| 鄭力城                     | Li-Cheng Cheng           | 2023年2月26日  |                            |
| 條約法律司司長             |                          |                |                            |
| 待定                       |                          |                |                            |
| 國際組織司司長             |                          |                |                            |
| 孫儉元                     | Jonathan C.Y. Sun        | 2023年8月      |                            |
| 國際合作及經濟事務司司長   |                          |                |                            |
| 連玉蘋                     | Yu-Ping Lien             | 2023年1月      |                            |
| 國際傳播司司長             |                          |                |                            |
| 張秀禎                     | Hsiu-chen Chang          | 2025年7月      |                            |
| 研究設計會主任             |                          |                |                            |
| 柯良叡                     | Ke Liang-ruey            | 2025年7月      |                            |
| 禮賓處處長                 |                          |                |                            |
| 陳欣新                     | Hsin-Hsin Chen           | 2024年9月      |                            |
| 秘書處處長                 |                          |                |                            |
| 陳錦玲                     | Jin-ling Chen            | 2024年12月     |                            |
| 人事處處長                 |                          |                |                            |
| 呂世壹                     | Shih-yi Lu               | 2025年2月      |                            |
| 政風處處長                 |                          |                |                            |
| 孔憲臺                     | Kung Hsien-tai           | 2025年7月      |                            |
| 主計處處長                 |                          |                |                            |
| 李佩華                     | Pei-Hua Lee              | 2022年3月      |                            |
| 資訊及電務處處長           |                          |                |                            |
| 林起文                     | Abraham C.W. Lin         | 2023年2月      |                            |
| 公眾外交協調會執行長       |                          |                |                            |
| 蕭光偉                     | Hsiao Kuang-wei          | 2024年12月27日 | 兼任外交部發言人           |
| 非政府組織國際事務會執行長 |                          |                |                            |
| 江振瑋                     | Zhen-Wei Chiang          | 2025年3月      |                            |
| 國會事務辦公室執行長       |                          |                |                            |
| 陳剛毅                     | Andy Kang-I Chen         | 2025年2月      |                            |
| 領事事務局局長             |                          |                |                            |
| 鄭正勇                     | Armando Cheng-yung Cheng | 2025年6月23日  |                            |
| 外交及國際事務學院院長     |                          |                |                            |
| 吳志中                     | François Chihchung WU    | 2024年8月18日  | 兼任外交部政務次長         |
| 臺灣日本關係協會會長       |                          |                |                            |
| 蘇嘉全                     | Jia-chyuan Su            | 2022年5月27日  |                            |
| 臺灣美國事務委員會主任委員 |                          |                |                            |
| 顏慧欣                     | Huai-Shing Yen           | 2024年5月20日  |                            |
| 中部辦事處處長             |                          |                |                            |
| 翁瑛敏                     | Judy Ying-ming Wong      | 2019年11月     |                            |
| 南部辦事處處長             |                          |                |                            |
| 沈正宗                     | Shen Cheng-Tsung         | 2022年1月      | 兼任大使回部辦事           |
| 東部辦事處處長             |                          |                |                            |
| 陳俊郎                     | Richard C. L. Chen       | 2025年6月      | 兼任總領事回部辦事         |
| 雲嘉南辦事處處長           |                          |                |                            |
| 曾榮傑                     | Roger Jung-chieh Tseng   | 2025年7月      |                            |

## 外部鏈結
- 官方网站 （繁體中文）（英文）
- 外交部 Ministry of Foreign Affairs, ROC（Taiwan）的Facebook專頁
- 外交部 MOFA Taiwan的Instagram帳戶
- YouTube上的中華民國外交部 Ministry of Foreign Affairs, ROC〈Taiwan〉頻道
- 外交部 Ministry of Foreign Affairs, ROC (Taiwan)的X（前Twitter）
- 外交部 MOFA Taiwan的Threads帳號
- 中華民國駐外單位聯合網站